# المدرسة الحبيبية
المدرسة الحبيبية هما في الحقيقة مدرستان: الحبيبية الكبرى و الحبيبية الصغرى، وهما من أواخر مدارس السكنى التي تأسست في مدينة تونس وتعودان إلى القرن العشرين. 

## التأسيس
لقد ارتفع عدد الطلبة الزيتونيين بصفة كبيرة في العشرينات، جتى تضاعف مرتين بالمقارنة بين 1921 و1926 ، وتدهورت بالتالي ظروفهم المادية من إقامة وتغذية ودراسة وغيرها، ولمعالجة مسألة  إسكانهم التي كانت مطروحة بشدة آنذاك، وقع الاهتمام ببناء مبيتات جديدة لهم سميت هي الأخرى مدارس سكنى الطلبة، وإلى هذه الفترة يعود بناء المدرسة الحبيبية التي تأسست عام 1926 وقد أصبحت تعرف بالمدرسة الحبيبية الكبرى بعد أن تأسست في عام 1927 مدرسة أخرى أصغر منها سميت المدرسة الحبيبية الصغرى وكلاهما نسبة إلى باي ذلك العصر محمد الحبيب باي 1922- 1929، وإن كانت المدرسة الأولى سميت أحيانا في البداية بمدرسة سيدي صالح المثلوثي. كما ظهرت في هذه الفترة مدارس أخرى بمبادرة من بعض الخيرين، إذ ظهرت في عام 1928 المدرسة القاسمية، والمدرسة الدغرية، وظهرت في عام 1929 المدرسة الحمزية.

## الموقع
توجد المدرسة الحبيبية الكبرى في نهج عبد الوهاب عدد 49، بمنطقة رحبة الغنم، وقد نعتت هذه المدرسة  بالكبرى ليس فقط بالمقارنة مع المدرسة الحبيبية الثانية وإنما أيضا لأنها أكبر مدارس السكنى بمدينة تونس من حيث طاقة استيعابها حيث كانت بها 30 غرفة ،  تستوعب 98 طالبا، وبما أنها بنيت حديثا فقد كانت الإقامة بها مريحة. أما المدرسة الحبيبية الصغرى فلم تكن قريبة منها وإنما كانت تقع في 3 نهج المطيهرة قرب مدرسة الجامع الجديد بالصبغين، إلا أن الحبيبية الصغرى كان عدد غرفها في حدود 8 غرف.

## حالتها
من خلال الصورة المصاحبة، يبدو أن المدرسة الحبيبية الصغرى لم يقع ترميمها ولا استغلالها كما هو الشأن بالنسبة لغيرها من المدارس.

## معرض صور

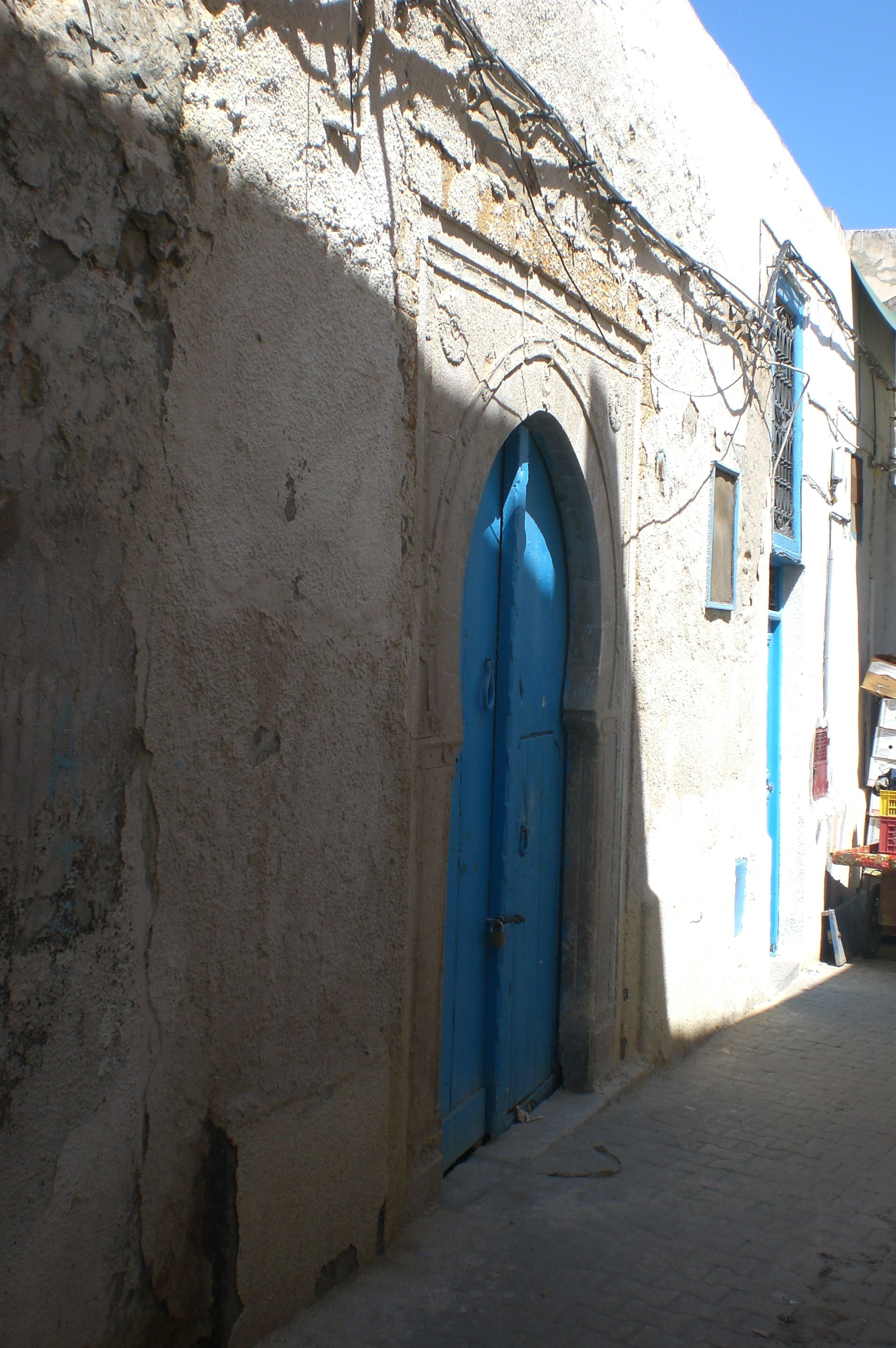
الباب الخارجي للمدرسة الحبيبية الصغرى
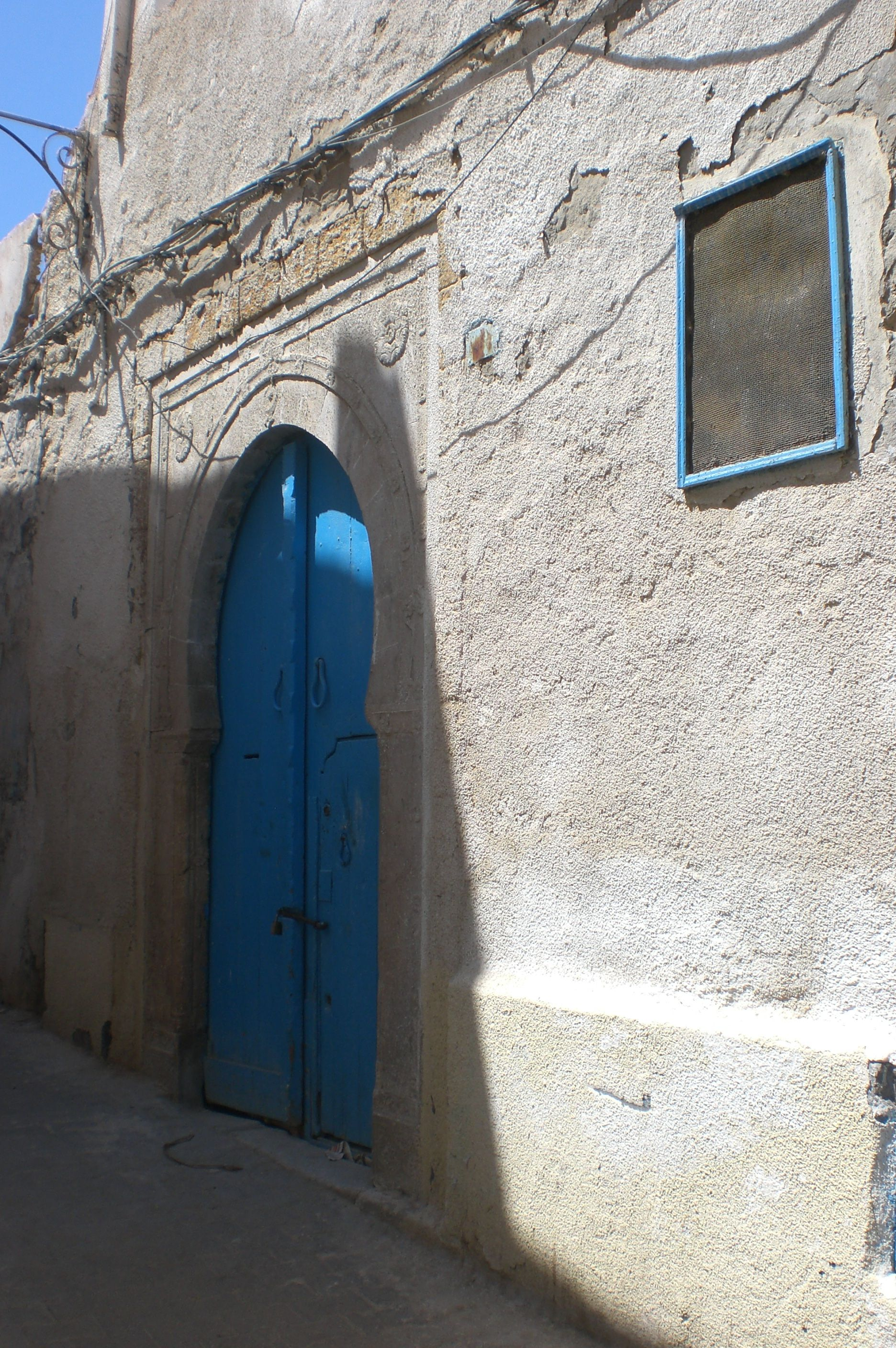
الباب الخارجي للمدرسة الحبيبية الصغرى من زاوية ثانية
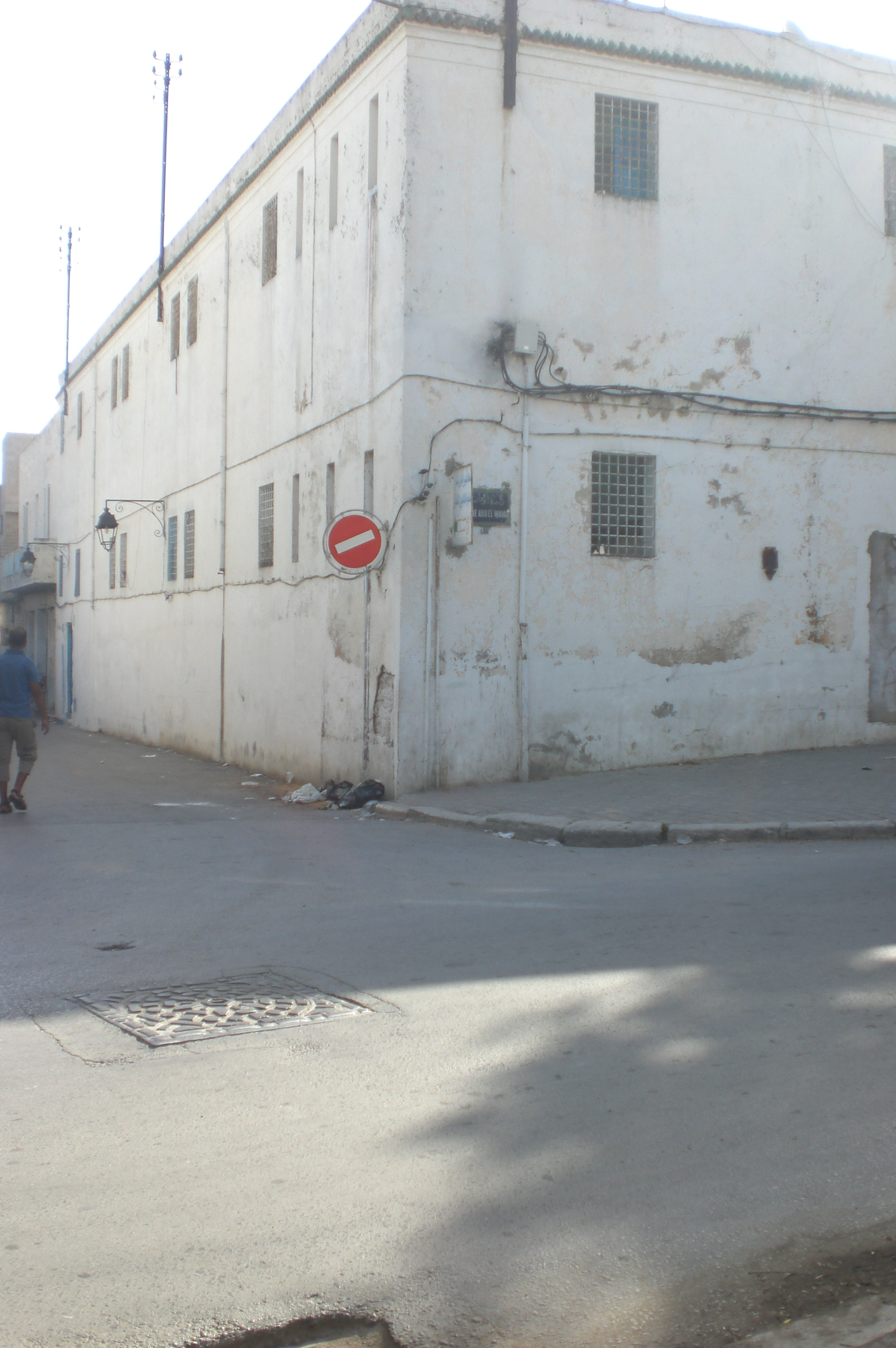
منظر عام للمدرسة الحبيبية الكبرى

## إشارات مرجعية
1. ↑  محمد ضيف الله، الحركة الطالبية التونسية (1927-1939)، منشورات مؤسسة التميمي للبحث العلمي والمعلومات، زغوان-تونس 1999، ص 66
2. ↑  المصدر نفسه
3. ↑  نفس المصدر